# Narsaq
Narsaq o Narssaq (del groenlandès «pla») és una població del sud de Groenlàndia que pertany a la municipalitat de Kujalleq. El nom «pla» fa referència a la costa del fiord Tunulliarfik, on es troba la ciutat.
El 2013 tenia 1.503 habitants.

## Història
La gent ha viscut a la zona des de fa milers d'anys, però no de forma contínua. Es poden trobar les restes de la colònia escandinava a la zona:
- les ruïnes de l'església de Dyrnæs es poden trobar als afores del nord-oest de la ciutat.
- la Landnamsgaarden (la granja Landnám) es troba immediatament a l'oest de la ciutat.[1] Data de l'any 1000 i es troba entre les ruïnes nòrdiques més antigues de la zona.
- Brattahlíð, la granja personal d'Eric el Roig es troba a prop, a Qassiarsuk.

L'actual Narsaq va ser fundada amb el nom de Nordprøven (Prøven Nord) en 1830, per distingir-la de Sydprøven (Prøven Sud, l'actual Alluitsup Paa) que va ser fundada al mateix any. Inicialment va ser fundada com una colònia comercial de Qaqortoq (l'antiga Julianehaab).

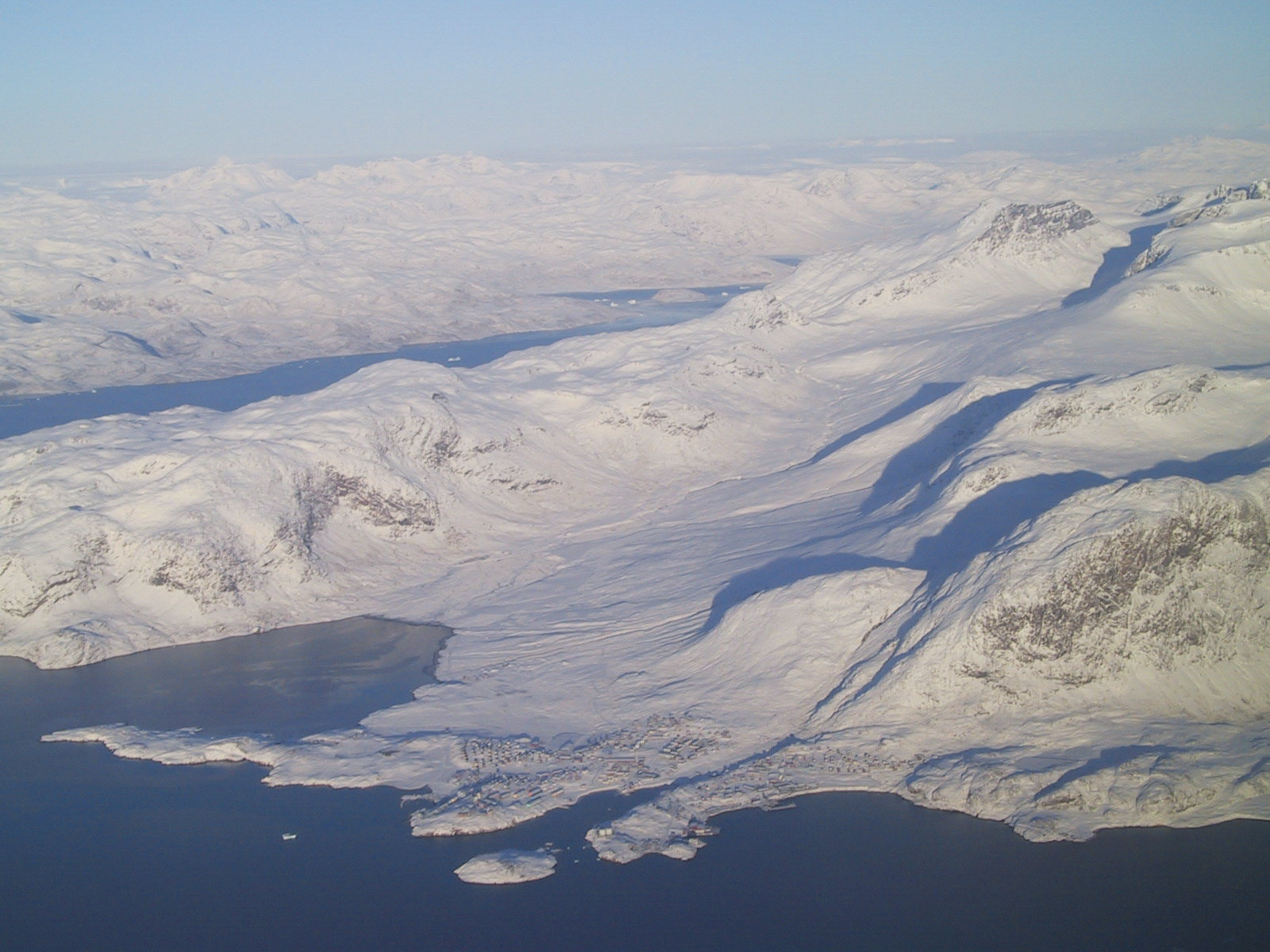
Narsaq en gener.

Inicialment els caçadors de foques locals negociaven el greix i les pells de les foques a canvi de les mercaderies continentals, com el cafè, el sucre, el pa i el blat.
Fins aproximadament el 1900, la caça de foques va ser part de la principal font econòmica de Narsaq. A principis de 1900 la caça de foques va començar a minvar, i la base principal de l'economia va canviar gradualment a la pesca. El poble de pescadors de la ciutat és de 1914.
A l'illa de Simiutak, a la desembocadura del fiord Skovfjord i a prop Narsaq, hi ha una estació de radio de HF/DF anomenada Bluie West 3 (BW-3) durant la Segona Guerra Mundial. L'estació va començar a funcionar al gener de 1942 i va funcionar permanentment fins al final de la guerra.
La població també va augmentar durant aquest període: 25 en 1870, 162 en 1919 i 300 en 1930. No obstant això, l'assentament no va experimentar un important creixement de la població fins al 1953, quan es va establir la seva primera fàbrica de gambes i de pesca de la Royal Greenland A/S. La fàbrica va tancar el 2010.
El 1959 la població va superar els 600 habitants i Narsaq va aconseguir la categoria de ciutat. Amb 1.503 habitants el 2013, es va convertir en la novena ciutat més gran de Groenlàndia.

## Població
Amb 1.503 habitants el 2013, Narsaq és la segona ciutat més gran de la municipalitat de Kujalleq. La població ha disminuït un 17% respecte als nivells de 1990 i ha estat disminuint en els últims anys. La majoria de les poblacions i assentaments del sud de Groenlàndia presenten uns patrons de creixement negatiu durant les últimes dues dècades, i molts assentaments s'han despoblat ràpidament.

## Comunicacions

### Transport aeri

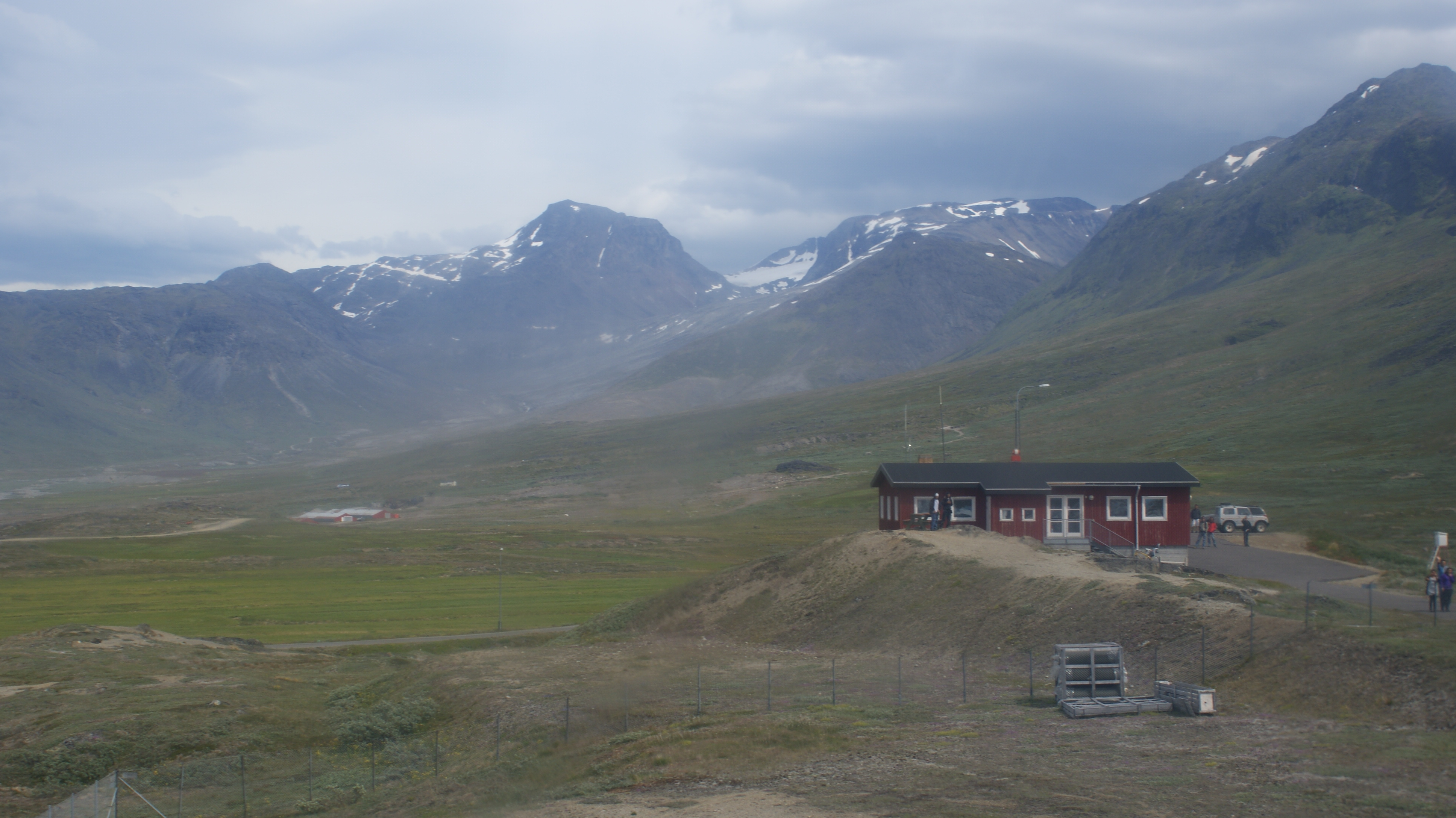
Heliport de Narsaq.

Narsaq té un heliport (IATA: JNS; ICAO:BGNS) amb dues pistes de 60x20 metres. Air Greenland opera amb vols directes a Qaqortoq. També es fan viatges directes durant tot l'any cap a l'aeroport de Narsarsuaq (IATA: UAK; ICAO: BGBW) i indirectament amb la resta de Groenlàndia i Europa.

### Transport marítim
El port de Narsaq és un port natural i durant la temporada d'estiu fa escala els vaixells costaners de l'Arctic Umiaq Line. L'autoritat portuaria de Narsaq és la Royal Arctic Line.

### Transport terrestre
En contrast amb la resta de Groenlàndia, l'àrea de Narsaq té relativament una àmplia xarxa de carreteres transitables amb un total de més de 120 km i que requereixen 67.000 € a l'any pel seu manteniment. El tram més llarg és la carretera l'extrem nord del fiord Tunulliarfik, que connecta les explotacions d'oví de Qassiarsuk amb l'aeroport de Narsarsuaq. Les carreteres són generalment de mala construcció, sense pendent transversal per al drenatge, i fets de gres suau en lloc de granit dur, creant problemes de pols a l'estiu. Per al transport en general es recomanen vehicles tot terreny. Durant l'hivern les rutes terrestres es solen fer amb trineus tirats per gossos.

## Clima
El clima predominant és l'anomenat clima de tundra. La classificació climàtica de Köppen és ET. La temperatura mitjana anual a Narsaq és de 0,2 °C.
| Mesos                  | gen     | feb    | mar    | abr    | mai   | jun   | jul    | ago    | set   | oct    | nov    | des    | any    |
| ---------------------- | ------- | ------ | ------ | ------ | ----- | ----- | ------ | ------ | ----- | ------ | ------ | ------ | ------ |
| Mitjana de les màximes | -2,9°C  | -2,1°C | 1,3°C  | 2,4°C  | 7,1°C | 9,8°C | 11,7°C | 11,3°C | 7,8°C | 3,1°C  | 0,0°C  | -2,4°C | 3,9°C  |
| Mitjana de les mínimes | -10,1°C | -9,4°C | -8,7°C | -4,6°C | 0,0°C | 2,1°C | 4,1°C  | 4,0°C  | 1,5°C | -2,4°C | -6,1°C | -9,1°C | -3,2°C |
| Pluja                  | 62mm    | 57mm   | 60mm   | 57mm   | 57mm  | 73mm  | 90mm   | 90mm   | 99mm  | 79mm   | 87mm   | 77mm   | 888mm  |

## Activitats en Narsaq

### Pesca
La pesca és el pilar de l'economia local. Els fiords locals estan plens de vida marina, incloent balenes, el salmó, i les foques.

### Agricultura i ramaderia
L'agricultura és possible en les planes del nord de la ciutat, on existeixen diversos camps de conreu mantinguts activament.
Narsaq és un dels pocs llocs de Groenlàndia que existeix la ramaderia ovina. De les 53 granges d'ovelles registrades a Groenlàndia, 31 es troben a l'àrea de Narsaq i produeixen carn per al consum intern. L'escorxador de Narsaq (Neqi A/S) pertany al KNI i és l'únic escorxador del país.

### Turisme
En els últims anys, el sud de Groenlàndia ha experimentat una disminució en els ingressos pel turisme, però encara dona feina a un percentatge significatiu de la població activa. Les activitats més populars són el senderisme, la pesca, la recol·lecció de minerals rars i excursions en vaixell.

### Serveis

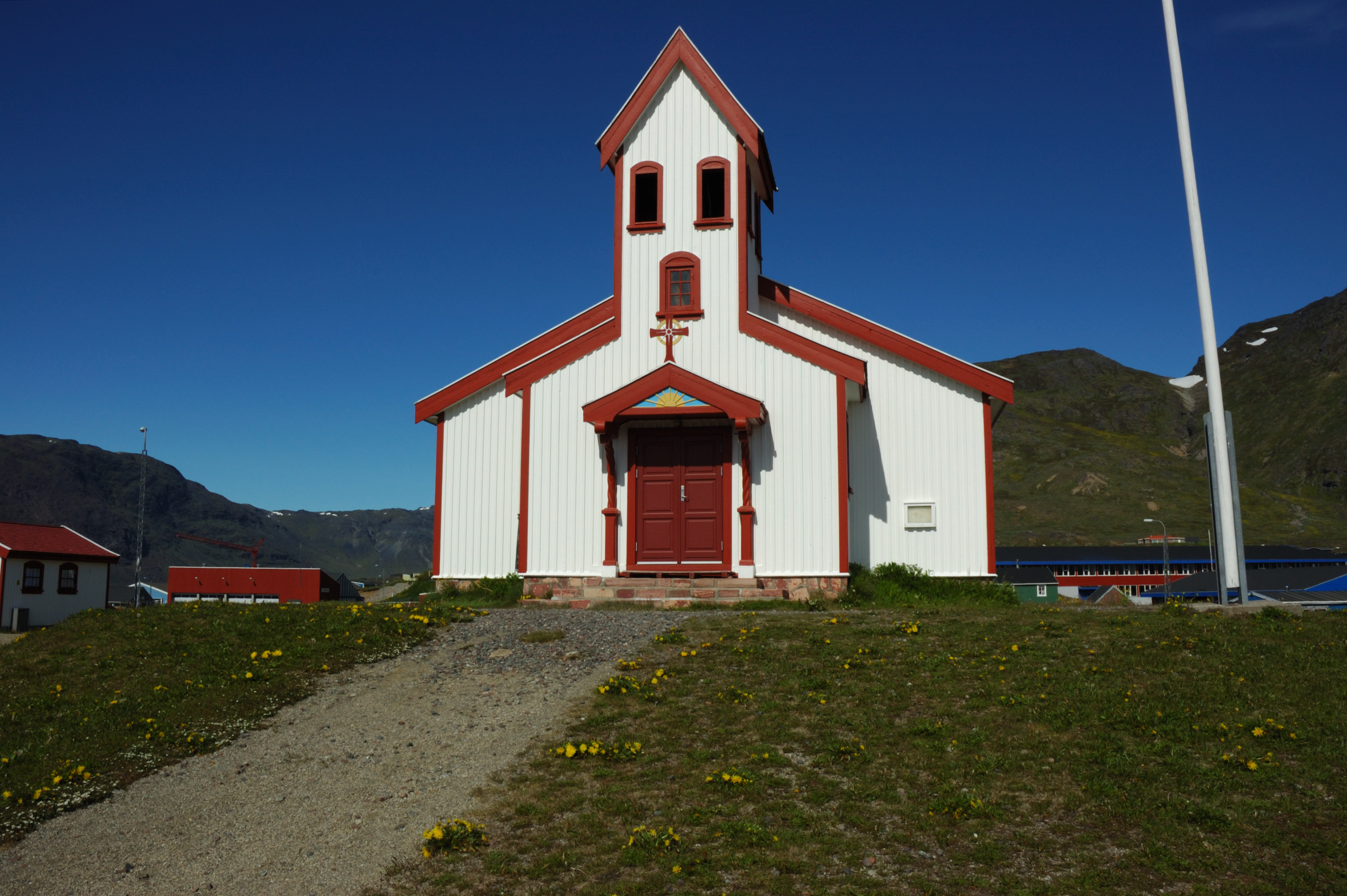
Església de Narsaq

Actualment Narsaq té un ajuntament, dos supermercats, una església, una comissaria, una estació de bombers, una escola primària, diversos centres educatius, un cibercafè, un hospital i diverses botigues petites. La principal cerveseria de Groenlàndia, Greenland Brewhouse, es va establir a Narsaq el 2004.
L'hospital de la ciutat es troba en un edifici de dues plantes i compta amb 14 llits. També compta amb una clínica dental.
L'església de Narsaq va ser dissenyada pel fuster local Pavia Høegh en 1927. L'església va ser reformada i ampliada en 1981.
L'única universitat de Ciències dels Aliments del país es troba a Narsaq. L'escola INUILI és el principal centre d'educació per als cuiners a Groenlàndia i compta amb una plantilla de 20 persones.

## Agermanaments
- Gladsaxe, Dinamarca
- Vigo, Espanya